# Scheunenviertel (Berlin)

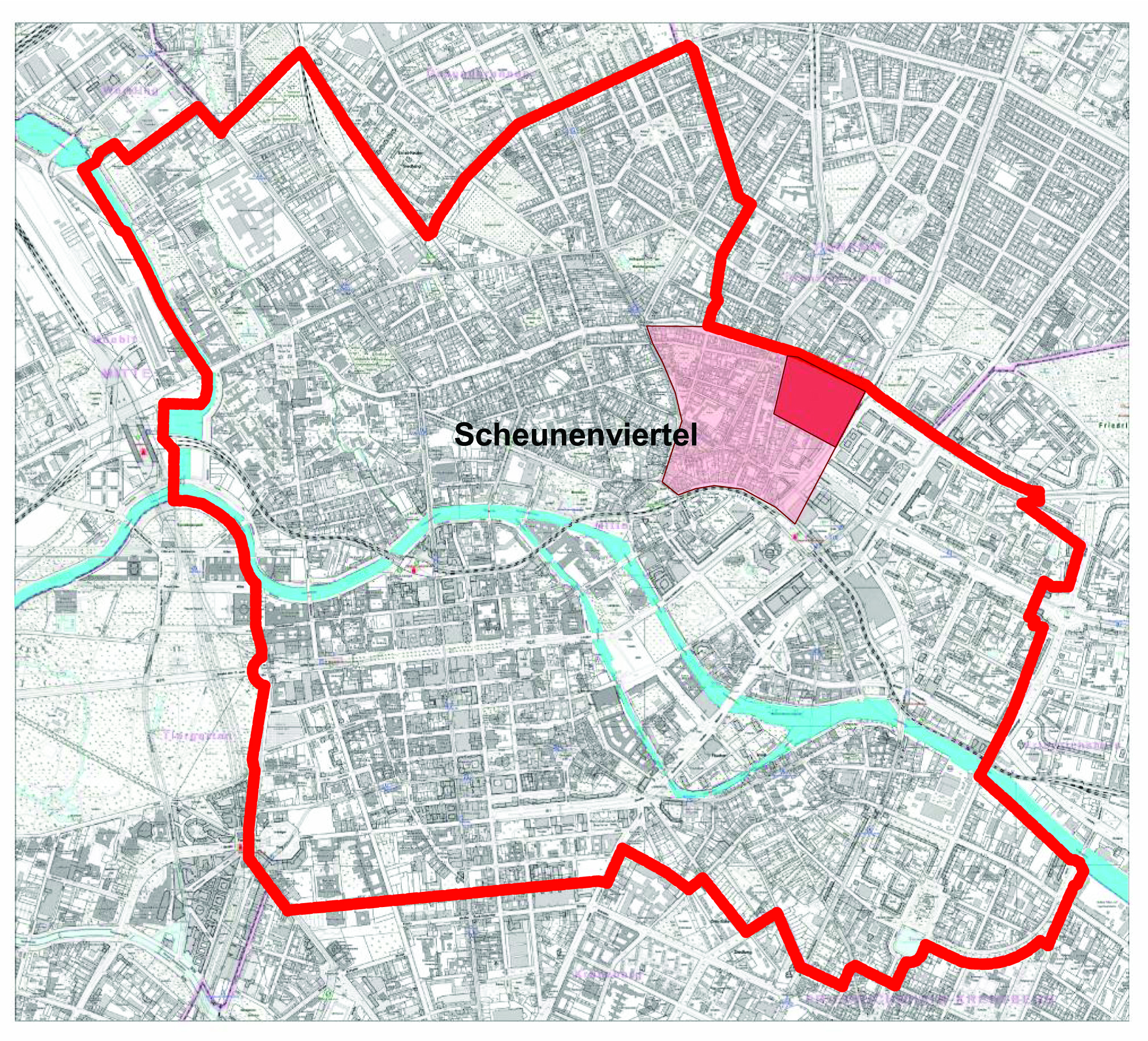
Östliche Spandauer Vorstadt und frühere Scheunengassen (rot) in Berlin-Mitte

Das Scheunenviertel in Berlin-Mitte nordwestlich des Alexanderplatzes ist der umgangssprachliche Name für ein Stadtviertel räumlich diffuser Ausbreitung, es war im frühen 20. Jahrhundert ein verrufenes Armenviertel, später Symbolort Jüdischen Lebens in Berlin. Um 1700 zunächst mit Scheunen, Gärten und später mit Mietshäusern bebaut, entstand der Name im ausgehenden 19. Jahrhundert als Pejorativum für die Altstadtgassen um den heutigen Rosa-Luxemburg-Platz. Nachdem 1906 ein Flächenabriss die historische Struktur der ehemaligen Scheunengassen vollständig zerstörte, wurde der Name Scheunenviertel ab der Weimarer Republik auf benachbarte Teile der östlichen Spandauer Vorstadt übertragen. Dort lagen in den 1920er Jahren die am dichtesten besiedelten Straßen Berlins, sie waren zentraler Zufluchtsort für jüdische Vertriebene aus Osteuropa. Vielfach literarisch beschrieben und mehrfach zerstört und überbaut, gilt das Scheunenviertel heute als unscharf umrissener „Ort, der vor allem von der Imagination lebt“.

## Lage
Als Scheunenviertel galt 2025 „der östliche Teil der Spandauer Vorstadt“. Der Name war historisch für verschiedene Stadtquartiere unterschiedlicher Ausdehnung gebräuchlich.

### Das Scheunenviertel der alten Scheunengassen
Am Ort der heutigen Volksbühne am Rosa-Luxemburg-Platz entstand im späten 17. Jahrhundert in ländlicher Umgebung zunächst ein Scheunenfeld. Es lag damals etwa fünfhundert Meter nördlich des Berliner Stadttors Georgentor und nahe dem späteren Schönhauser Tor der Berliner Akzisemauer.

„Die Menge der Scheunen war groß […], sie nahmen fast den ganzen Raum zwischen der Grenardierstraße,  Prenzlauerstraße, Hirtengasse und Linienstraße ein.“

Dieses gut fünf Hektar große Gebiet wurde ab 1800 zunehmend mit Wohnhäusern bebaut und mit dem Verschwinden der Scheunen um 1890 bekannt als Scheunenviertel. Die Stadt Berlin ließ dieses Viertel von 1906 bis 1908 mit einer Kahlschlagsanierung fast vollständig abreißen.
Die ehemaligen Scheunengassen wurden historisch verschiedenen Stadtteilen zugeordnet, 1738 lagen sie in der Königstadt später im Spandauer Viertel, um 1812 und 1864 wieder in der Königstadt im dortigen Prenzlauer Thor-Bezirk. Nach einer Verwaltungsreform lagen die Gassen von den 1870er Jahren bis 1920 in der Spandauer Vorstadt mit der ehemaligen Prenzlauer Straße als östlicher Stadtteilgrenze. Seit 1920 gehört das Gebiet zu Berlin-Mitte.

### Das Jüdische Scheunenviertel in der Spandauer Vorstadt
Nach dem Ende des Ersten Weltkriegs wurde der Name Scheunenviertel auf einige südwestlich der alten Gassen gelegene Straßen übertragen, um 1920 zunächst auf die Umgebung der Grenardierstraße (seit 1951: Almstadtstraße), später auch das Gebiet weiter westlich bis zur Rosenthaler Straße. Ab der Mitte des 20. Jahrhunderts war der Name Scheunenviertel zeitweilig für die gesamte Spandauer Vorstadt gebräuchlich.
In der DDR-Presse galt Scheunenviertel nicht nur als Ortsbezeichnung, sondern auch als Ausdruck der Geringschätzung für ein baufälliges „Erbe des Kapitalismus“. Über die Spandauer Vorstadt hinaus wurde der Name auch für Abriss- und Sanierungsgebiete im westlichen Friedrichshain und südlichen Prenzlauer Berg gebraucht. Nach der Wende erfolgte eine Bedeutungsumkehr: Vor allem in den 1990er Jahren gab es eine „sehr häufige Gleichsetzung der gesamten Spandauer Vorstadt mit dem Scheunenviertel […]. Die Überbetonung des ostjüdischen Anteils erwies sich […] als erfolgreiches Marketing, das die Besonderheit und Weltläufigkeit [der Spandauer Vorstadt] unterstrich.“
Die Geschichte des sich ausdehnenden jüdischen Scheunenviertels als anfangs realem, später abstraktem und schließlich imaginiertem Stadtraum war ab 2008 zentraler Gegenstand eines Forschungsbereichs am Osteuropa-Institut der Freien Universität Berlin.

## Geschichte: Das Scheunenviertel in Preußen

### 18. Jahrhundert: Scheunen und herrschaftliche Gärten
1672 untersagte der Große Kurfürst Friedrich Wilhelm aus Gründen des Brandschutzes den Unterhalt von Scheunen in der Stadt und ordnete ihren Neubau außerhalb der Festungsmauern an:

„[Es] ist auch einer Stadt schädlich, wann Scheunen, oder Stroh- und Heuställe darin gehalten werden; Sollen demnach alle Scheunen, darinnen man ungedroschen Korn, Heu oder Stroh zum Überfluß bisher gehalten, in beyden Residentz-Städten [Berlin und Cölln] abgeschaffet seyn.“

Die Anzahl der Scheunen vor den Toren wuchs daraufhin rasch an, da zu dieser Zeit „fast jeder Einwohner, der einen nur ziemlich bedeutenden Hausstand hatte, selbst höhere Staatsbeamte, Viehzucht und Ackerbau trieb.“ Noch zur Mitte des 19. Jahrhunderts waren im Zollgebiet rings um die Berliner Innenstadt knapp viertausend Scheunen und Ställe registriert.

#### Palais zwischen Scheunen und Baracken

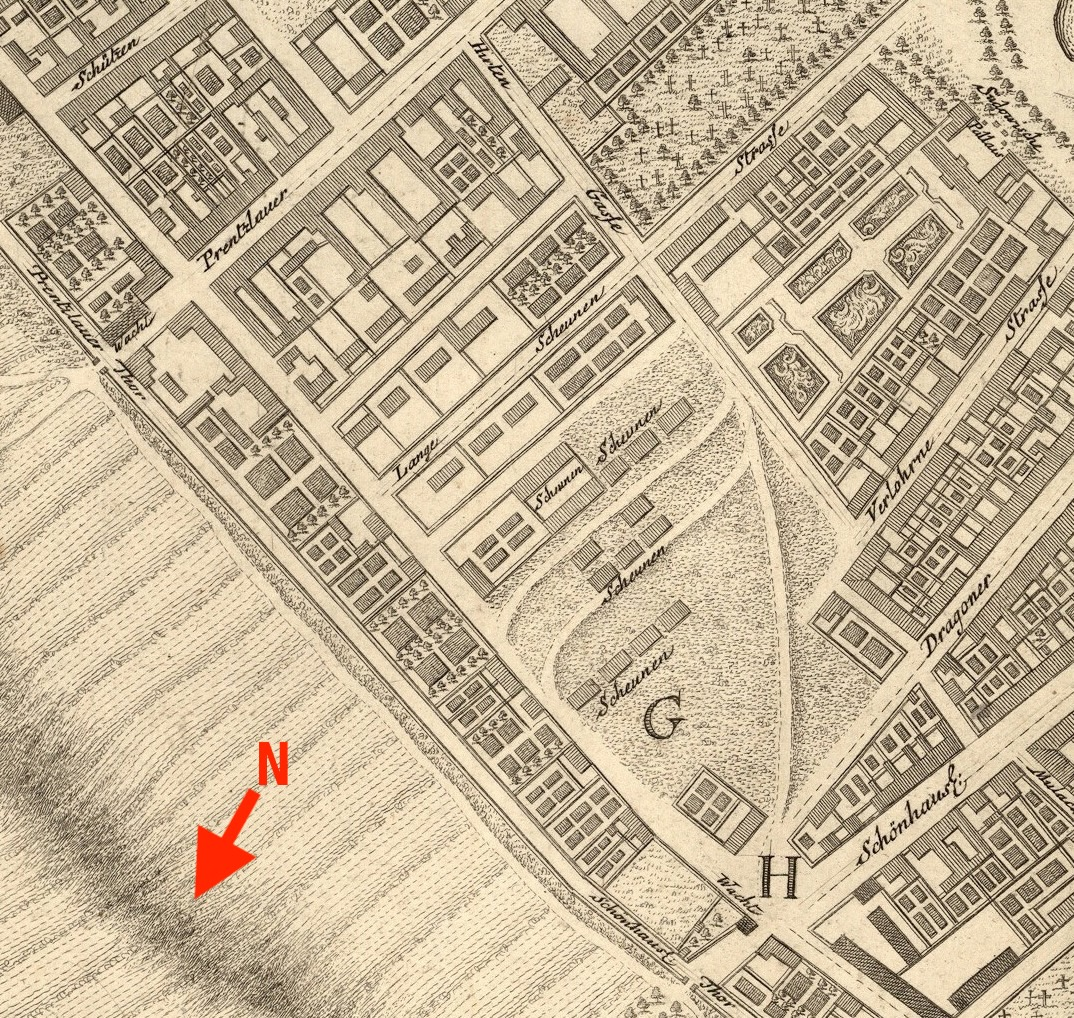
Scheunen (mittig), Gärten und das Pallais (oben rechts), 1750

Zu den ersten Wegen auf das Scheunenfeld vor dem Georgentor gehörten die Hirtengasse am Kuhirtenhaus des Magistrats sowie die Lange Scheunengasse, erstmals erwähnt 1693. Diese führte von der Contrescarpe der Berliner Festung an der heutigen Memhardtstraße nordwärts bis zur späteren Linienstraße. Wenige Schritte westlich am Ort der heutigen Rosa-Luxemburg-Straße befand sich ab 1731 das Palais des Generals Egidius von Sydow, als sein Architekt gilt Philipp Gerlach. Das Palais lag inmitten einer ausgedehnten, etwa ein Hektar großen Gartenlandschaft, die von der Contrescarpe bis zur Hirtengasse am Scheunenfeld reichte. Nahe der Contrescarpe befanden sich damals zahlreiche Baracken, in die von Sydow mehrere hundert Soldaten einquartieren ließ, bevor König Friedrich Wilhelm I. im Rahmen seiner Judenordnung 1737 eine Umsiedlung befahl:

„ich will, daß die Soldaten, welche bishero hinter der Mauer und in denen Baraquen im Quartier gelegen  […] sich in der Stadt in denen Quartieren, wo die Juden […] bishero zu Miethe gewohnet, wieder einmieten sollen. [Die Juden müssen] aber wieder hinter die Mauer und in die Baraquen ziehen.“

1774 erwarb Staatsminister Karl Abraham von Zedlitz das Palais, ließ es durch Carl Gotthard Langhans ausbauen und versah es mit einer äußerst aufwendigen Innenausstattung. 1778 war Johann Wolfgang Goethe zu Gast. Um 1803 arbeitete dort als Hauslehrer Karl August Varnhagen, er beschrieb das Gebäude als „schlossähnlich“ und das gut einhundertfünfzig Meter lange Gartengrundstück als „grünen und blühenden Bezirk“ in einem „weiten Raume heiterster Mannigfaltigkeit“. Auch auf dem westlichen Scheunenfeld lagen um 1781 große Gärten, darunter der von Oberbaurath Michael Philipp Boumann nahe der Linienstraße, sowie der Garten der Adelsfamilie von Puttkamer an der Hirtengasse. Am Ort der späteren Gemeindeschule befand sich der Garten des Mediziners Johann Friedrich Fritze.

#### Die Scheunengassen
In der Stadtbeschreibung von Georg Gottfried Küster fanden 1756 bereits zwei Scheunen-Gassen Erwähnung, bis 1799 wuchs ihre Anzahl auf sechs. Sie verliefen in Nord-Süd-Richtung zwischen den Scheunen, verbunden durch zwei kleinere Quergassen.

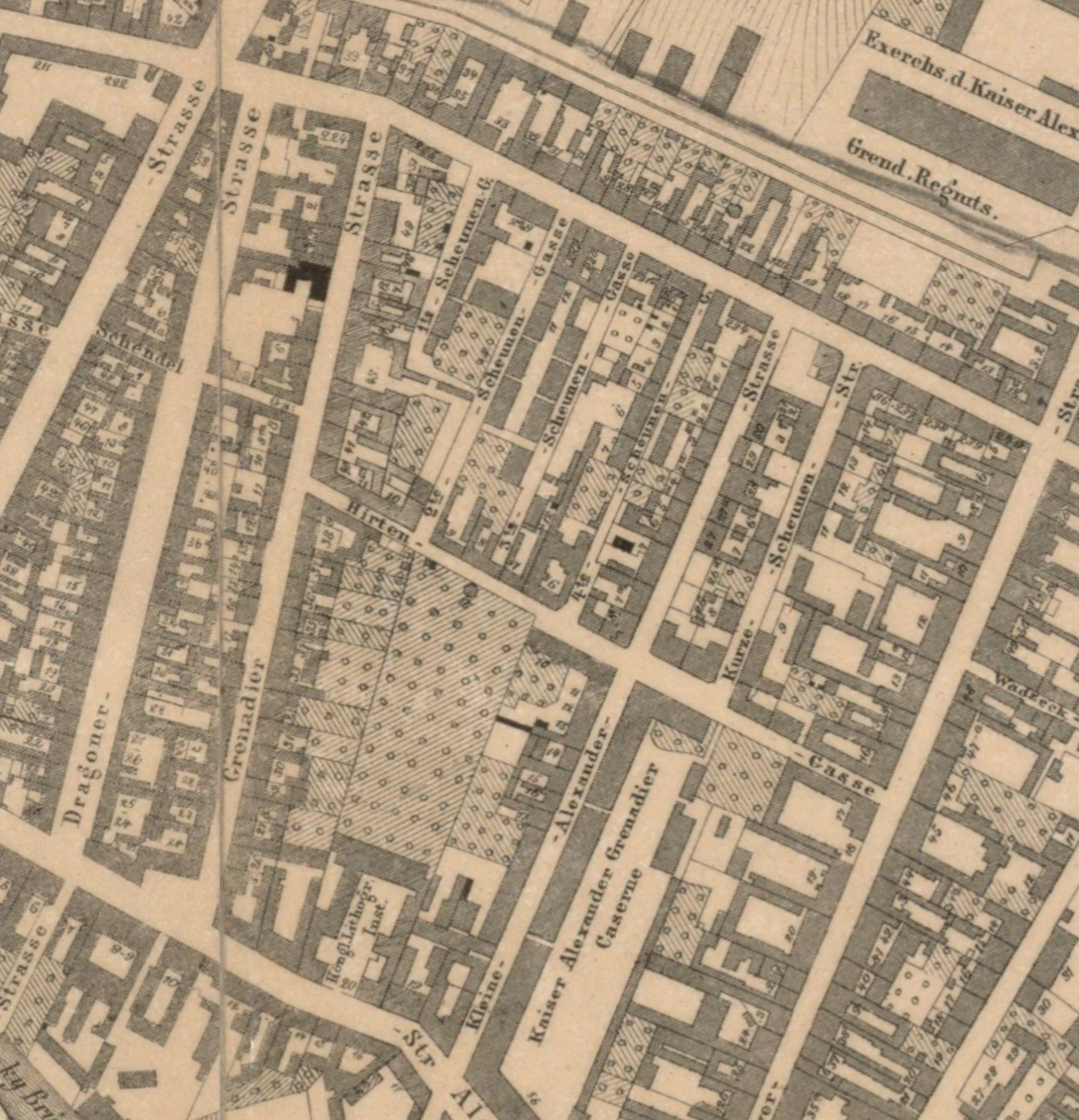
Scheunengassen im Sineck-Plan, 1856

- Erste Scheunengasse, 325 Schritte lang,[30] (1861–1906: Füsilierstraße)
- Zweite Scheunengasse, 245 Schritte, (1860–1906: Amalienstraße)
- Dritte Scheunengasse, 225 Schritte, (1861–1906: Koblankstraße, auch: Koblanckstraße)
- Vierte Scheunengasse, 250 Schritte, (1862–1906: Weydingerstraße)
- Lange Scheunengasse, 560 Schritte, (ca. 1800–1847: Jacobsstraße, seit 1847: Kleine Alexanderstraße)
- Kurze Scheunengasse, 225 Schritte, (1857–1864: Bülowstraße, seit 1864: Bartelstraße)

sowie die zwei kleinen Verbindungsgassen:
- Kleine Scheunengasse, 100 Schritte lang, zwischen Erster und Zweiter Scheunengasse (teils auch der Ersten Scheunengasse und später der Füsilierstraße zugerechnet)
- Kleine Scheunen-Queer-Gasse, 125 Schritte, zwischen Zweiter und Dritter Scheunengasse

„Alle diese Gäßchen werden auch das Scheunenfeld genannt, weil hier 27 Scheunen stehn.“

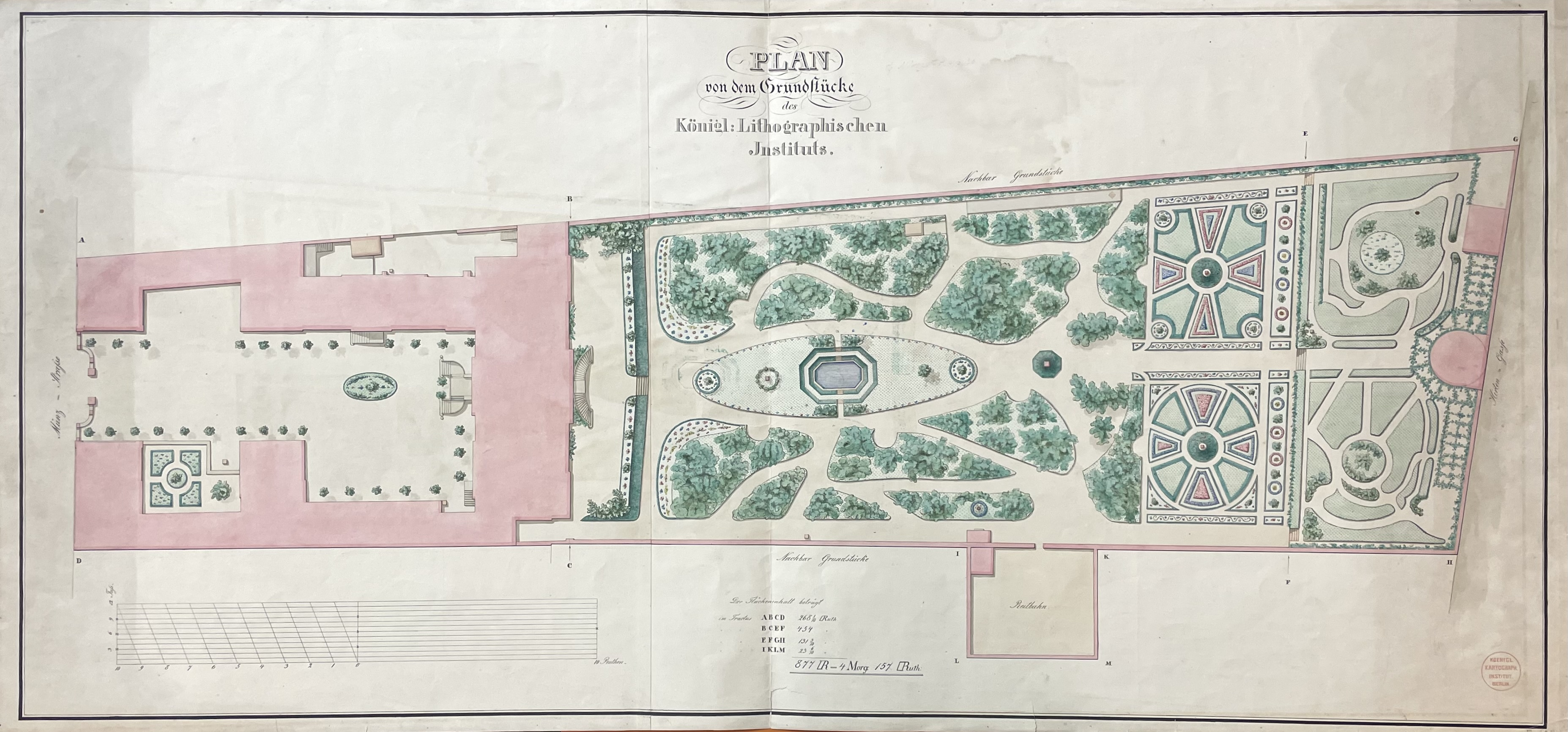
Palais mit Garten zur Hirtengasse, 1857

Neben zahlreichen Gärten befand sich um 1800 auch ein größerer Platz zwischen den Scheunen an der Dritten Scheunengasse, östlich der Vierten Scheunengasse waren bereits einige dreigeschossige Wohnhäuser errichtet, in denen um 1825 fast ausschließlich Weber und Raschmacher ansässig waren, dort gab es auch Gehöfte einiger Ackerbürger, darunter das von Christian Gottlob Bötzow. Südlicher Nachbar wurde ab 1818 das Königliche Lithographische Institut, das ins alte Palais Zedlitz einzog. Dortiger Direktor war ab den 1840er Jahren der Hauptmann T. Sineck, bekannt für seine Situationspläne von Berlin, später auch Sineck-Pläne genannt. Bereits 1837 waren sämtliche Gassen im Viertel gepflastert.

### 19. Jahrhundert: Mietshäuser, Soldaten und die Königin in den Scheunengassen

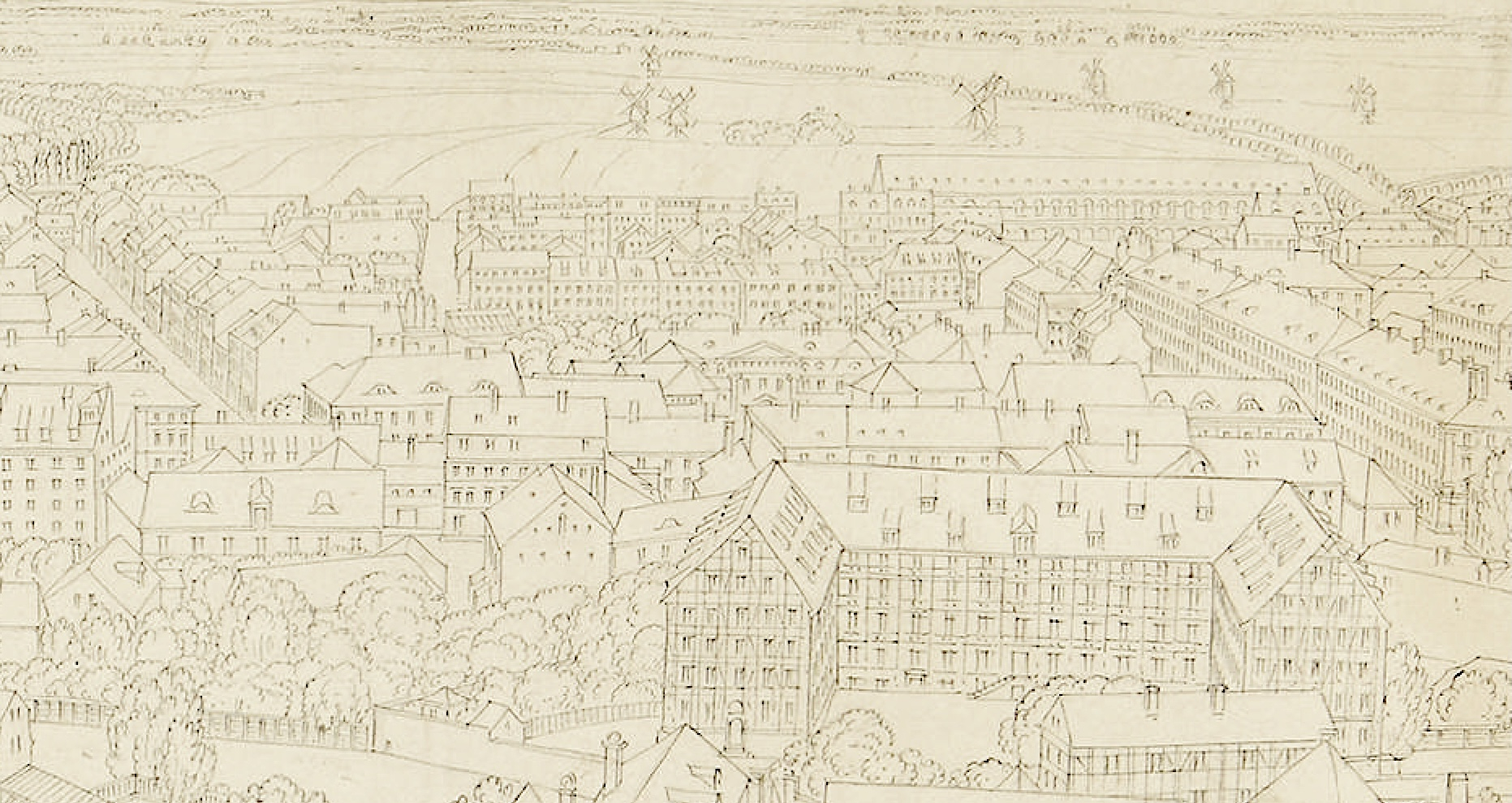
Blick auf die Scheunengassen, 1834

Von etwa 1780 bis 1840 wurde das Scheunenfeld mit Wohnhäusern bebaut, Mitte des 19. Jahrhunderts glichen die Gassen mit ihren „zwei- drei- und viergeschossigen Häusern […] im Wesentlichen der Physiognomie der untergeordneten Theile Alt-Berlins“ sowie der übrigen „Theile des Spandauer Reviers.“ Allerdings stellten die Scheunengassen eine „städtebauliche Besonderheit“ dar, sie waren mit sieben bis neun Metern Breite etwas enger als die umliegenden Straßen. Auch waren die Grundstücke relativ klein, vielfach mit einer Tiefe von nur vierzehn Metern, was zu beengten Verhältnissen auf den Höfen führte.

„Solange eine ordentliche Bevölkerung darin wohnte, stellten sich noch keine besonderen Übelstände ein, indessen
machten sich die Mängel der Parzellierung fühlbar, als die Häuser im Laufe der Zeit [1880er Jahre] abgenutzt wurden.“

In einem dreigeschossigen Mietshaus der Berliner Kaufmannsfamilie Knoblauch in der damaligen Grenadierstraße 42 eröffnete 1829 die erste kommunale Armenschule im Viertel, es war die Berliner 9. Gemeindeschule. Ihr Hofgarten reichte ostwärts bis zur Ersten Scheunengasse Nr. 2–3. Elf Jahre später erwarb die Stadt Berlin das Grundstück des ehemaligen Fritze’schen Gartens zwischen Langer und Kurzer Scheunengasse und errichtete dort für die Schule einen für damalige Verhältnisse „sehr stattlichen“ Neubau, die Eröffnung war im April 1843. Parterre befanden sich anfangs drei Lehrerwohnungen, in den oberen beiden Geschossen lagen je sechs Klassenzimmer für Mädchen und Knaben. Das zweiflügelige Gebäude war 2025 der älteste erhaltene Schulbau der Spandauer Vorstadt und ein seltenes Beispiel der schlichten Schularchitektur Schinkel’scher Prägung mit Putzfassaden klassizistischer Proportion und abgewalmtem Satteldach. Als Architekt gilt der damalige Stadtbaurat Friedrich Wilhelm Langerhans.

#### Kaserne an derLangen Scheunengasse

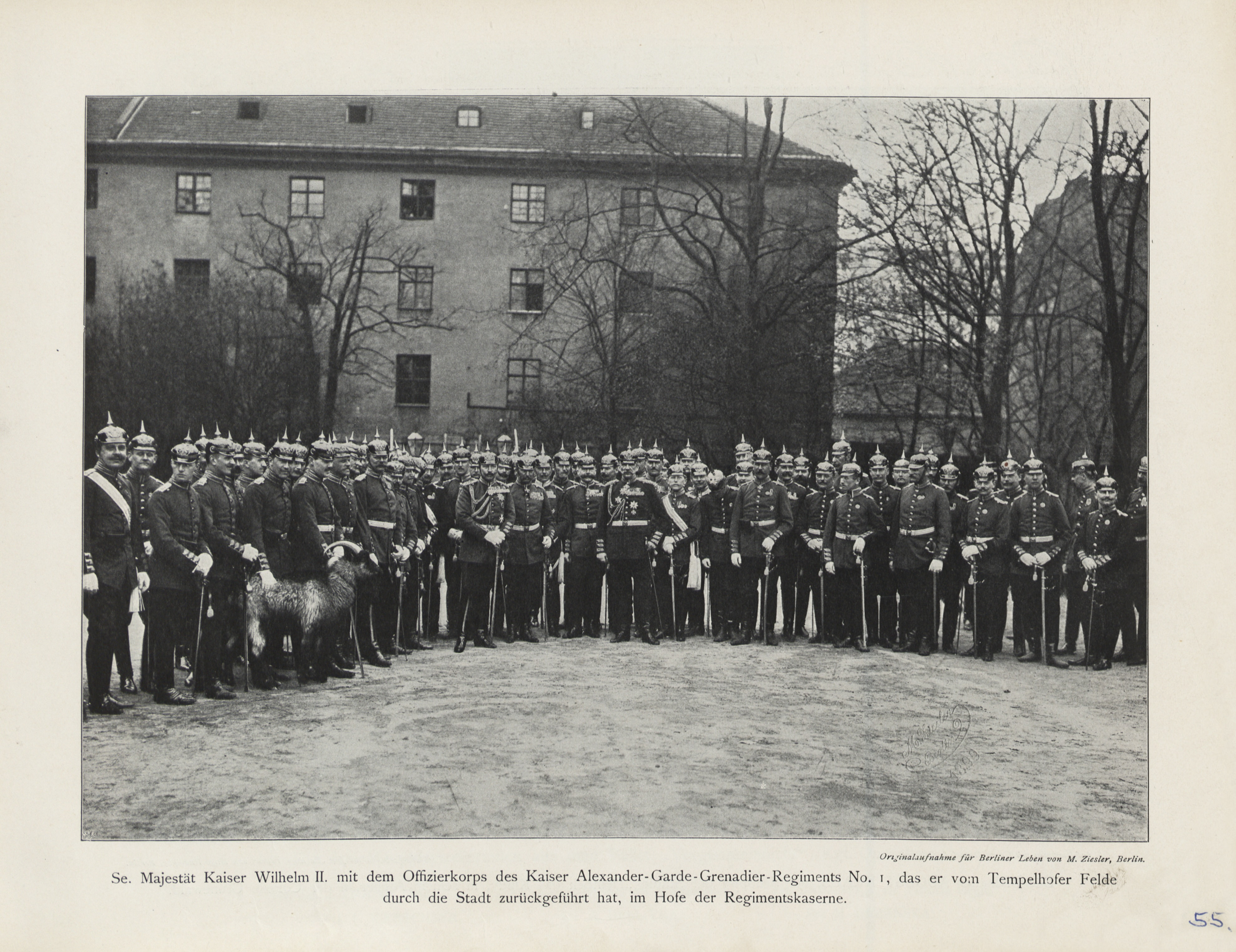
Wilhelm II. vor der Offizier-Ressource in der Hirtenstraße, 1899

Östlich an die Lange Scheunengasse grenzte bereits seit dem späten 17. Jahrhundert der Jakobs-Kirchhof der Georgengemeinde. Unter Friedrich II. entstand 1768 auf dem alten Friedhof ein gut zweihundert Meter langes Kasernenhaus für das Dritte Regiment Artillerie, nach den Befreiungskriegen zog das Grenadier-Regiment Kaiser Alexander ein. Wegen Platzmangels musste 1814 das gesamte Zweite Bataillon der Füsiliere Bürgerquartiere in der Umgebung beziehen, darunter auch in der Linienstraße und der Ersten Scheunengasse, zusätzlich waren bis in die späten 1860er Jahre verschiedene Kompanien zeitweilig in der Dritten Scheunengasse einquartiert. Noch um 1880 lebten einzelne hohe Offiziere in den Gassen, darunter der spätere Generalmajor Olof von Lindequist. An der Nordseite der Kaserne zur Hirtenstraße befand sich von den 1810er bis in die 1890er Jahre die Offizier-Ressource mit Weinkeller und Speisesaal.

#### Frauenasyl in der Füsilierstraße
1861 bekam die Erste Scheunengasse den Namen Füsilierstraße. Mit der Hausnummer 5 errichtete der Berliner Asylverein für Obdachlose zwischen Füsilier- und Grenadierstraße 1870 ein dreigeschossiges Gebäude für ein Frauenasyl, eine Notunterkunft für Frauen und Kinder, ausgestattet mit einer Volksküche im Kellergeschoss sowie vier großen, viereinhalb Meter hohen Schlafsälen mit je dreißig Betten. Im Januar 1871 kam Königin Augusta zur Eröffnung, ab 1879 befand sich nördlich angrenzend ein Fröbel’scher Kindergarten auf dem Grundstück der Familie Knoblauch mit Garten zur Füsilierstraße 2–3.
Der Asylverein hatte neben seinem Vorsitzenden Gustav Thölde mehrere prominente Mitglieder, darunter den Sozialdemokraten Paul Singer sowie den Arzt Rudolf Virchow. Bis zum Abriss des Viertels 1905 war das Obdachlosenheim in der Füsilierstraße ansässig,

#### 1859–1891: Das Victoria-Theater
1856 erwarb der Theaterunternehmer Rudolf Cerf Gebäude und Garten des Lithographischen Instituts, ließ das Palais abreißen und auf dem Gelände das monumentale Victoria-Theater im Stil der Neorenaissance errichten, nach Plänen von Carl Ferdinand Langhans und Eduard Titz. Der Haupteingang lag an der Münzstraße, auf der Westseite bestand ein Magazin mit Nebeneingang zur damaligen Grenadierstraße 30.

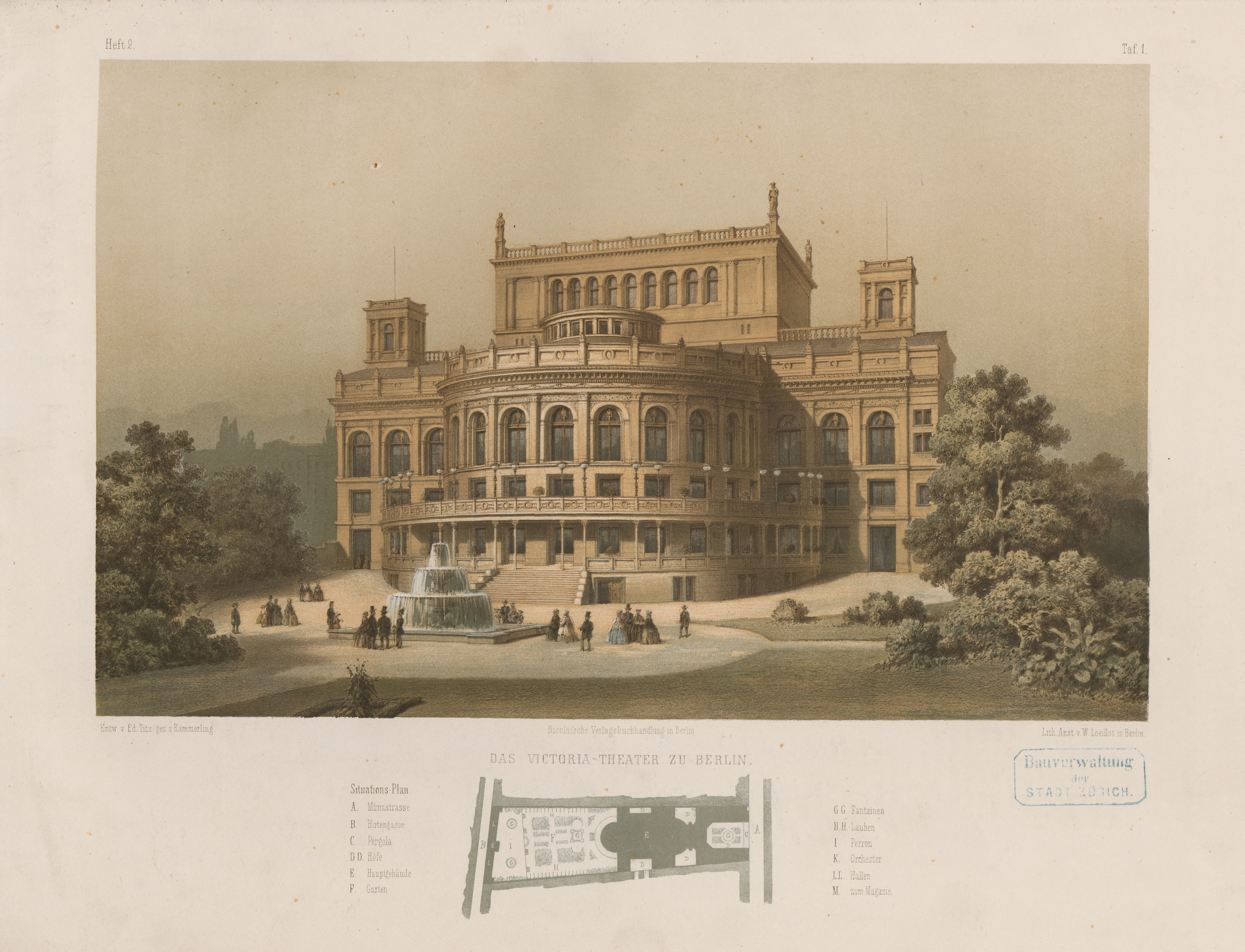
Victoria-Theater, gesehen von der Hirtengasse, mit Lageplan, 1859

Mit seinen gut zweieinhalb Tausend Plätzen galt das Theater als „großartiger Prachtbau“ und eröffnete 1859 als „das größte der Berliner Theater mit der umfangreichsten Bühnenanlage Europas“. Es bestand aus zwei Rundgebäuden für je ein Sommer- und Wintertheater, verbunden durch eine Doppel-Bühne – zusammengelegt entstand ein Ballsaal von 68 Metern Länge ausgelegt für viertausend Gäste. Als „Wallfahrtsort der höheren Gesellschaft“ wurde dort in Gegenwart von Richard Wagner der Ring des Nibelungen 1881 in Berlin erstaufgeführt.
Die Außenanlagen des Victoria-Theaters entwarf Hofgartendirektor Peter Joseph Lenné. Er schuf nördlich des Gebäudes einen von grünen Laubengängen umgebenen kleinen Park, der sich über einen Perron zu einer offenen Orchesterhalle direkt an der Hirtengasse erhob.

„Von [der Hirtengasse] trennt ihn eine zwei Etagen hohe, nach dem Garten offene Veranda, die in der Mitte das Orchester, in Nischenform durch beide Etagen gehend, enthält. Die beiden Flügel sind von zwei Thürmen, in welchen die Treppen befindlich, flankirt. […] Überall sind Fontainen, alte Bäume, Bosquets und Bowlinggreens vertheilt.“

#### 1880er Jahre: Neue Häuser, enge Gassen
Direkt nördlich des Theatergartens wurden an den ehemaligen Scheunengassen in den 1880er Jahren zahlreiche Neubauten errichtet, allein 1885 zählte die Berliner Börsen-Zeitung neun neue Gebäude und zahlreiche Baustellen:

„Fast in keinem Stadttheil Berlins gehen jetzt durch Abbruch und Neubauten so gewaltige Aenderungen vor, als in dem […] Gassenwinkel. Die Koblankstraße hat beispielsweise ein ganz anderes Aussehen erhalten; früher gelangte man zu ihr durch einen Thorweg im Hause der Hirtenstraße, jetzt ist dieser Thorweg abgerissen, die Einfahrt ist freigelegt, und an beiden Ecken entstehen große Neubauten. […] Die Ecke an der Linien- und Füsilierstraße ist vollständig freigelegt und wird mit einem einzigen großen Eckhaus bebaut, und noch andere altersschwache Häuser sind zum Abbruch bestimmt. Aber trotz aller dieser Neubauten tritt nirgends eine Verbreiterung der engen Gassen ein, und man möchte in der That die Frage aufwerfen, ob sich ein Neubau in jenem winkligen und unsauberen Straßenviertel überhaupt noch lohnt. […] Jeder, der nicht gerade dort zu thun hat, meidet jene engen Gassen.“

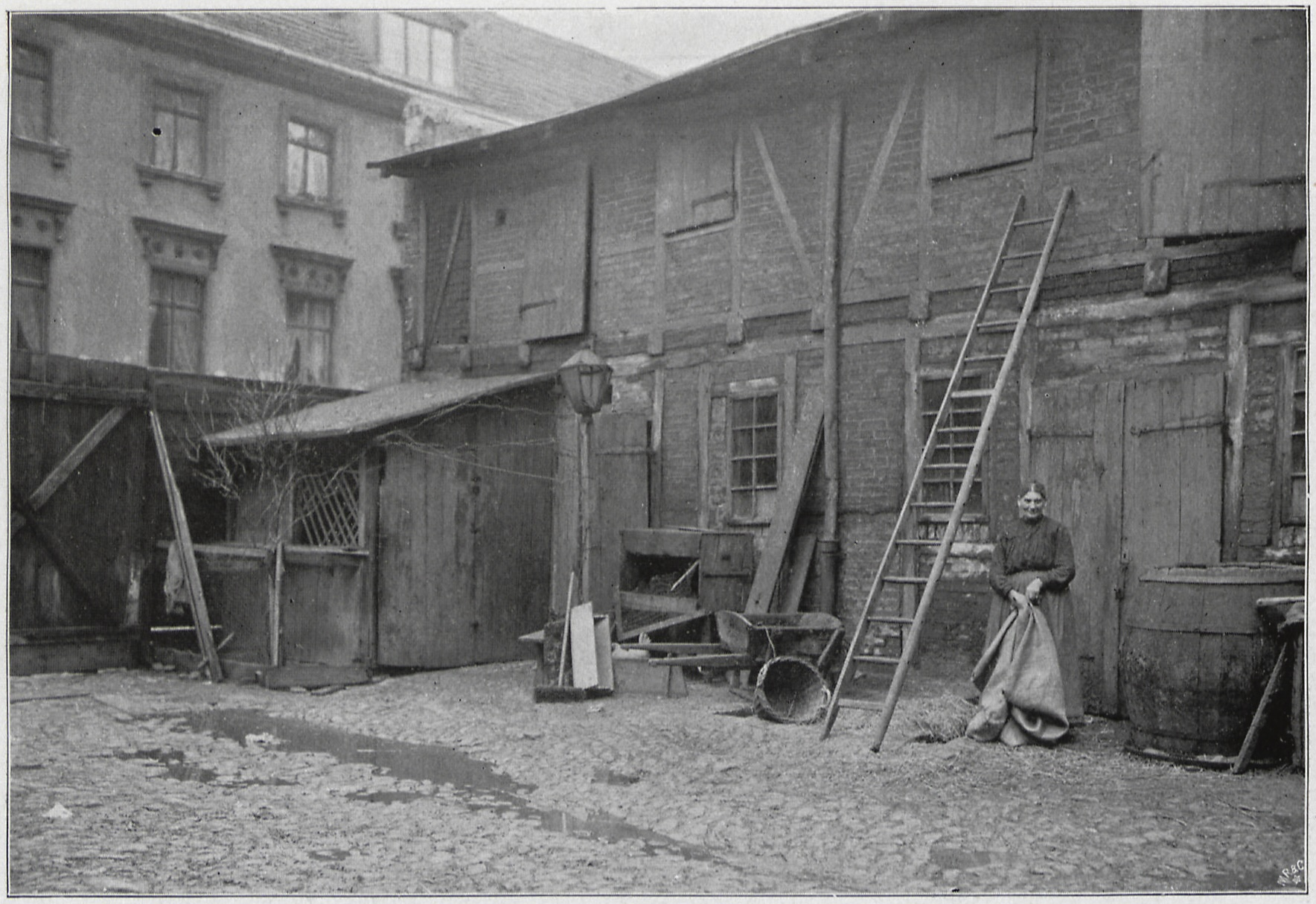
Hofbebauung, 1904

Innerhalb der engen Hofbebauung entstand ein verborgenes Wegenetz: Zwischen vielen Häusern wurden Verbindungstüren in den Zimmern eingebaut, auch über die Höfe war leicht von Haus zu Haus zu gelangen, ohne die Straße zu betreten.
Der Schriftsteller Julius Rodenberg charakterisierte das Viertel 1884 als Ort des Kleinhandels und des Kleingewerbes „mit all den starken Gerüchen und lauten Stimmen, die damit verbunden sind.“ Abends, wenn die Fabriken schlossen, waren die Straßen voller Menschen:

„wenn man um diese Zeit in die Linienstraße hinein […] gehen wollte, so würde man es, bei der Enge dieser Straßen und ihrem schmalen Trottoir, oft schwer genug finden, überhaupt vorwärts zu kommen. […] Tausende ziehen an uns vorüber, zumeist Männer, […] viele von ihnen bleich, hager, leidend; doch auch Frauen darunter, […] einige von ihnen ganz modisch gekleidet und alle sauber.“

### 1877–1907: Abriss der Altstadtgassen: Durchbruch der Kaiser-Wilhelm-Straße

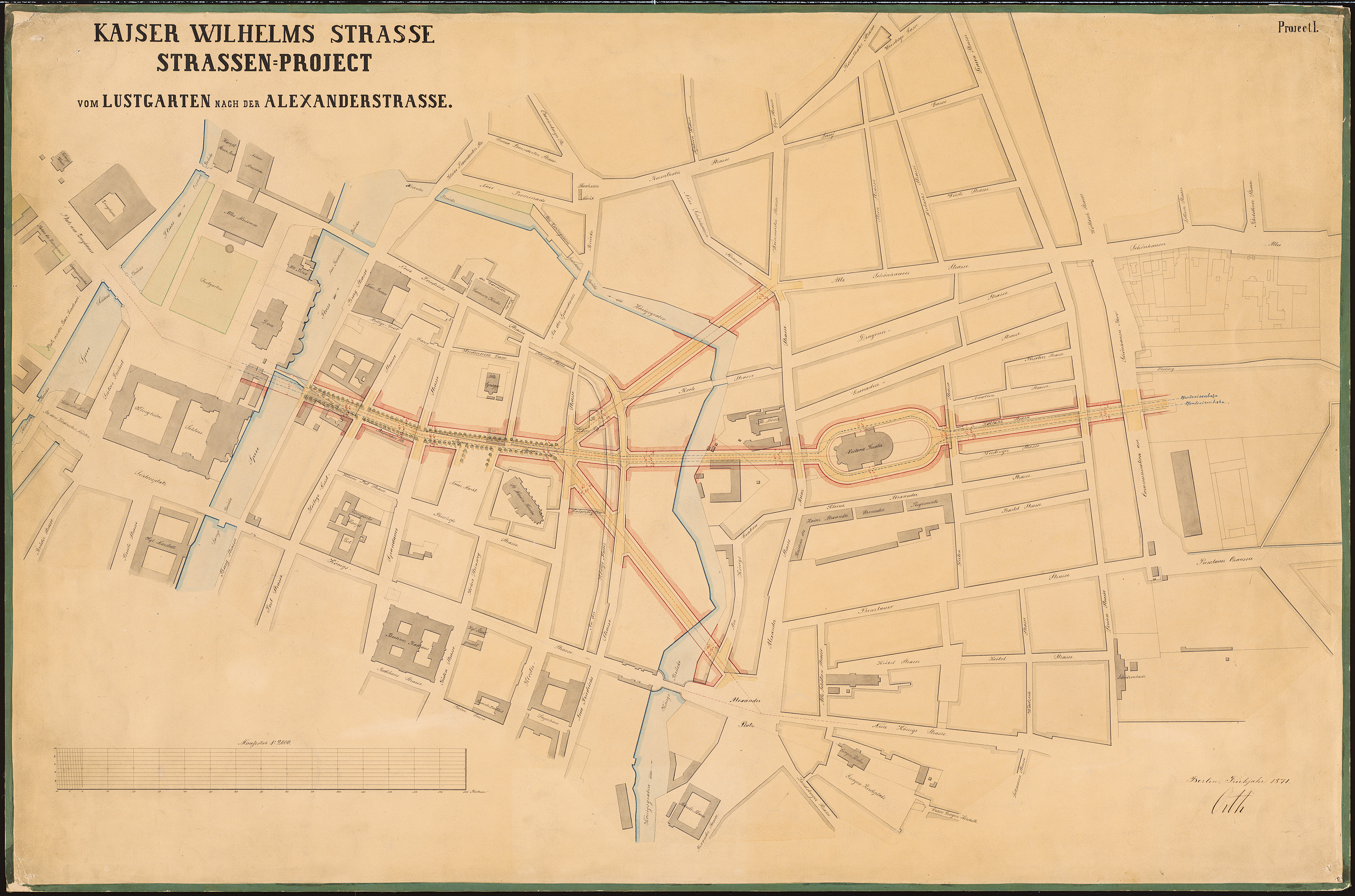
Früher Entwurf, August Orth, 1871

Nach ersten Plänen 1871 nahm die Stadt Berlin 1877 den „bedeutendsten Straßendurchbruch der Kaiserzeit“ in Angriff: die Kaiser-Wilhelm-Straße. Geplant als Prachtstraße, wurde sie in drei Etappen vom Lustgarten nordostwärts bis zur Lothringer Straße quer durch mehrere „Arme-Leute-Viertel“ der Innenstadt und Spandauer Vorstadt gebrochen. Ihr Bau zog sich über mehr als drei Jahrzehnte und gilt in der Architektursoziologie als erstes Beispiel einer Kahlschlagsanierung in Berlin.

#### Erster Bauabschnitt: Abriss der Bordelle an der Königsmauer
1877 bis 1887 wurde der erste Abschnitt vom Lustgarten bis zur Münzstraße realisiert und dabei große Teile der Bevölkerung verdrängt: Viele zogen aus dem abgerissenen Bordell- und Armenviertel an der Königsmauer am heutigen Fernsehturm stadtauswärts. Dies führte dazu,

„daß all die üblen Zustände, welche durch Anlegung der Kaiser Wilhelmstraße und durch Beseitigung der Königsmauer erledigt worden sind, sich de facto wieder etablirt haben in dem sogenannten Scheunenviertel zwischen Münzstraße und Lothringerstraße.“

Mit wachsender Armutsprostitution bekamen die Scheunengassen um 1890 Jahren den Spitznamen: Neue Königsmauer. Nach Abschluss der ersten Bauphase endete die Kaiser-Wilhelm-Straße vor dem Eingang des Victoria-Theaters, sie verlief von der Marienkirche nordostwärts über die heutige südliche Rosa-Luxemburg-Straße bis zur Münzstraße.

#### Zweiter Bauabschnitt: Abriss des Victoria-Theaters
1891 beauftrage die Stadt Berlin den Bauverein Königstadt und die Dresdner Bank mit dem zweiten Bauabschnitt des Straßendurchbruchs. Diese ließen das damals wirtschaftlich angeschlagene Victoria-Theater abreißen und die Kaiser-Wilhelm-Straße bis zur Hirtenstraße durchlegen. Der Abriss des riesigen Theaters bedeutete für das Viertel einen tiefen Einschnitt:

„Es war, als ob die Gegend ihre Anziehungskraft verloren hatte, und bis in die heutige Zeit [1954] ist es nicht gelungen, sie großstädtisch aufzubauen. Es blieb immer eine verwahrloste Gegend mit verödeter Umgebung […].“

Die beiden Eckgrundstücke am abgerissenen Theatergarten an der Kaiser-Wilhelm-Straße Ecke Hirtenstraße blieben über mehr als vier Jahrzehnte, bis 1935, unbebaut.

#### Dritter Bauabschnitt: Abriss der Scheunengassen
1890/91 hatte die Stadtverwaltung zunächst beschlossen, die Kaiser-Wilhelm-Straße in gerader Linie entlang der alten Zweiten und Dritten Scheunengasse bis zur Straßburger Straße durchzubrechen, als Verbindung zum früheren Windmühlenberg. Mehrere Grundbesitzer, Bezirksvereine und eine Kapitalgesellschaft petitionierten ab 1893/94 für eine Vergrößerung des Abrissgebiets, sie erhofften sich davon breitere Straßenzüge und höhere Grundstückspreise.
Gleichzeitig begannen zahlreiche Zeitungen, die alten Scheunengassen als das „dunkelste Berlin“ darzustellen, verrufen als „Schandfleck“ voller Prostitution und Kleinkriminalität. Als Name für das geplante Abrissgebiet setzte sich im Laufe des Jahres 1894 die Bezeichnung Scheunenviertel durch.
Polizeipräsident Bernhard von Richthofen erklärte 1895, er halte „die Nachrichten über die Zustände in dem Scheunenviertel für übertrieben und die Mittheilungen über die einzelnen Vorkommnisse in diesem Stadttheil für Phantasiegebilde“. Dennoch führte der Magistrat die laufenden „Verhandlungen wegen der Wegräumung des ganzen sogenannten Scheunenviertels“ fort. Während einer jahrelangen Diskussion über die Finanzierung des Abrisses und den Fluchtlinienplan der neuen Straßenzüge verwahrloste das Viertel, um 1900 war es bekannt für seine „zahlreichen Kaschemmen“ mit Armutsprostitution in der „Hirten-, Linien-, Weydinger-, Koblank- und Dragonerstraße“.

„Über einhundertfünfzig Jahre, die weitaus längste Zeit seines Bestehens, war das Quartier weder Problembezirk noch Unterweltsviertel. […] Erst in den letzen Jahren, bis zum 1908 beendeten Abbruch, wird aus dem Quartier „s’dunkle Berlin […]““

1902 genehmigten die Berliner Stadtverordneten schließlich den Abriss der alten Scheunengassen auf einer Fläche von insgesamt viereinhalb Hektar, ausgenommen waren die südlichen Teile der Bartel- und Kleinen Alexanderstraße (frühere Kurze und Lange Scheunengasse). Gemeinsam mit dem Magistrat riefen die Stadtverordneten 1905 die sogenannte „Scheunenviertel-Kommission“ ins Leben, die insgesamt 119 Grundstücke erwarb, gut ein Drittel davon auf dem Weg der Enteignung. 1906 begann der Abriss, der „die  historische Struktur im Viertel vollständig zerstörte“, und es entstand eine ausgedehnte, sich nordostwärts vergrößernde dreieckige Freifläche zwischen Hirten- und Linienstraße.

„Als riesiges Trümmerfeld liegt gegenwärtig das ehemalige Scheunenviertel da. […] Durch Staub und Schutt, an den grün gestrichenen Zäunen der im Bau befindlichen Untergrundbahnlinie entlang, windet sich der Weg. Die Hämmer dröhnen. Die Säge kreischt. […] Immer mehr uniformiert sich die Großstadt. Ein Stück Poesie – und mag es noch so grau und düster gewesen sein – verschwindet […].“

Die Verdrängung der ansässigen Bevölkerung aus den Gassen wurde bewusst in Kauf genommen: Etwa zehntausend Menschen aus dem Scheunenviertel und Umgebung verließen ihre Wohnung:

„Ähnlich wie es bei der Sanierung der Straße An der Königsmauer der Fall war, wo die Emittierten [Ausgestoßenen] nach dem Scheunenviertel verzogen, ist nunmehr auch hier ein Abwandern nach den umliegenden Stadtteilen zu konstatieren.“

Im August 1908 wurden die neuen Straßen in ihrem heutigen Verlauf dem Verkehr übergeben. Unter den beiden Diagonalstraßen legte die Stadt zwei große Tunnels an, einen für Abwasser (unter der heutigen Weydinger-) und einen für die U-Bahn (unter der heutigen Rosa-Luxemburg-Straße). Auf der Südspitze des Abriss-Dreiecks entstand im gleichen Jahr ein kleiner Platz mit Grünanlagen, 1910 bekam er den Namen Bülowplatz. Die Gesamtausgaben für das Projekt beliefen sich auf mehr als 16 Millionen Mark, was gut einem Zehntel des damaligen Berliner Jahreshaushalts entsprach.

### Neubauten im frühen 20. Jahrhundert

#### Vereinshaus Berliner Musiker

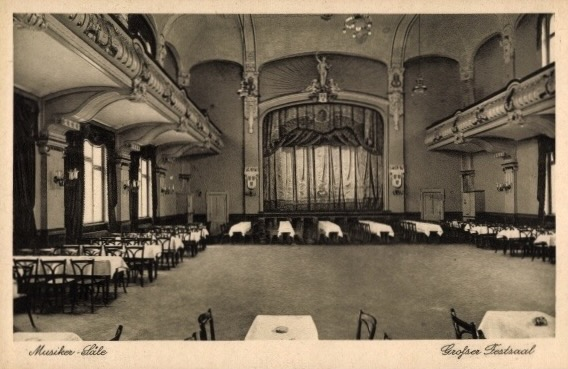
Großer Festsaal, um 1920

Auf Fundamenten des ehemaligen Victoria-Theaters baute der Verein Berliner Musiker 1903 ein repräsentatives Vereinshaus. Der Gebäudekomplex reichte von der Kaiser-Wilhelmstraße 18m (heute Rosa-Luxemburg-Straße 19) über den Hof bis an die Grenadierstraße 33/34, wo ein Neubau für eine Musikerbörse, eine Stellenbörse für Orchestermusiker, eingerichtet wurde. Das von Baumeister Max Ziegra entworfene Gebäude mit aufwendig verzierter Jugendstil-Fassade beinhaltete drei Festsäle mit bis zu neunhundert Plätzen. Der 1869 gegründete Verein Berliner Musiker war ein Vorläufer der Gewerkschaft Allgemeiner Deutscher Musiker-Verband, sein Musiker-Vereinhaus war das erste seiner Art in Deutschland, es wurde im Zweiten Weltkrieg zerstört.

#### Neubau der Kaserne, 1903
Südöstlich an das Abrissgebiet grenzend errichtete die Preußische Armee von 1901 bis 1903 einen großen, mehr als zweihundert Meter langen Kasernen-Neubau, der sich südlich der Hirtenstraße entlang der alten Langen Scheunengasse bis zum Haupteingang an der Alexanderstraße 56 erstreckte. Die Architekten waren Josef Wieczorek und Oskar Wutsdorff. Vis-à-vis der Bartelstraße entstand am Ort der alten Offizier-Ressource ein neues Exerzierhaus, daneben ein dreigeschossiges Familienhaus, auf dem Hof wurde ein neuer Reitplatz neben dem langgestreckten Exerzierplatz eingerichtet. Ab 1920 waren die Gebäude zu einer Polizeikaserne umfunktioniert, 1933 zog das SA-Feldjägerkorps ein. Nach geringen Schäden im Zweiten Weltkrieg wurde der Südteil der Kaserne im März 1946 bei der Explosion eines Munitionslagers schwer beschädigt und ab 1970 in der DDR abgerissen. Seit 1973 steht dort das Haus des Berliner Verlages.

#### Erste Neubauten um den Bülowplatz
Für die vierzig neu entstandenen Grundstücke auf dem abgerissenen Scheunenviertel fand die Stadt Berlin jahrzehntelang kaum Abnehmer, noch 2025 waren große Flächen unbebaut und als öffentliche Grünanlagen genutzt. Erste Neubauten waren 1912 eine Etagenfabrik in Stahlskelettbauweise an der Weydingerstraße, genannt „Adler-Haus“, sowie gegenüber, an der heutigen Rosa-Luxemburg-Straße 39, ein  Bürohaus der Allgemeinen Ortskrankenkasse mit neoklassizistischer Fassade.
Dank einer Hypothek des Berliner Magistrats von zweieinhalb Millionen Mark errichtete der Verein Freie Volksbühne 1913-1914 in der Sichtachse der Kaiser-Wilhelm-Straße einen Theaterbau nach damals modernsten Gesichtspunkten, Architekt war Oskar Kaufmann, zu den ersten Theaterleitern gehörten Max Reinhardt und Erwin Piscator. Im Zweiten Weltkrieg von Bomben schwer getroffen, wurde die Ruine der Volksbühne 1948-1954 wieder aufgebaut und mit seitlichen Anbauten für zwei Salons versehen. Die Innenausstattung mit intarsiengeschmückten Wandvertäfelungen zählt zu den bedeutendsten Zeugnissen der DDR-Innenarchitektur.

## Geschichte: Das jüdische Scheunenviertel der 1920/30er Jahre

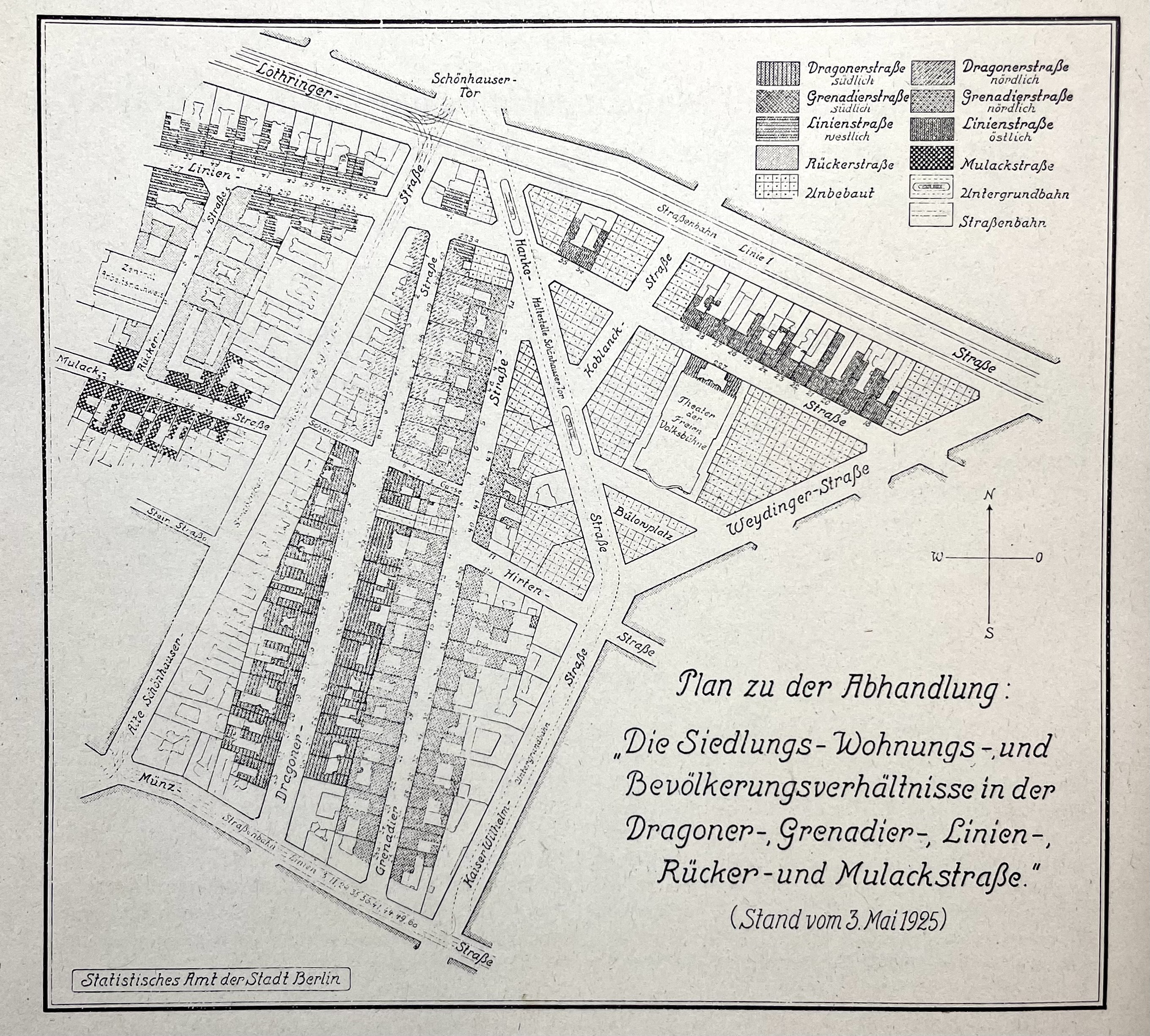
Westwärts gewandert: Das Viertel 1925

In den Jahren nach dem Abriss der alten Gassen des Scheunenviertels entstanden in der direkten Umgebung der brachliegenden Flächen um die Linienstraße, Hirtenstraße und Grenadierstraße äußerst dicht besiedelte, von Armut geprägte Straßenzüge.

„Berlin muß schwer für die baulichen Sünden und Unterlassungen der Vorkriegszeit büßen. Man hat damals das 
Scheunenviertel erworben und abgebrochen, ohne sich darum zu kümmern, wie und wo die Insassen dieser herabgewohnten  Häuser unterkommen konnten. Heute [1931] zeigt sich, daß das unmittelbar an das Sanierungsgelände anstoßende Viertel damals infiziert wurde und nun ebenfalls abbruchsreif ist. […] Für alle Großstädte ist die Geschichte des Scheunenviertels und seiner Umgebung eine eindringliche Warnung.“

War Berlin als Auswanderungsziel für jüdische Migranten bis 1914 nur marginal bedeutsam, wurde die Stadt seit dem Ersten Weltkrieg zu einem Zufluchtsort für zehntausende Juden, die vor Bürgerkriegen und Pogromen aus Osteuropa flohen. Viele zogen in die Gegend um die Grenadierstraße:

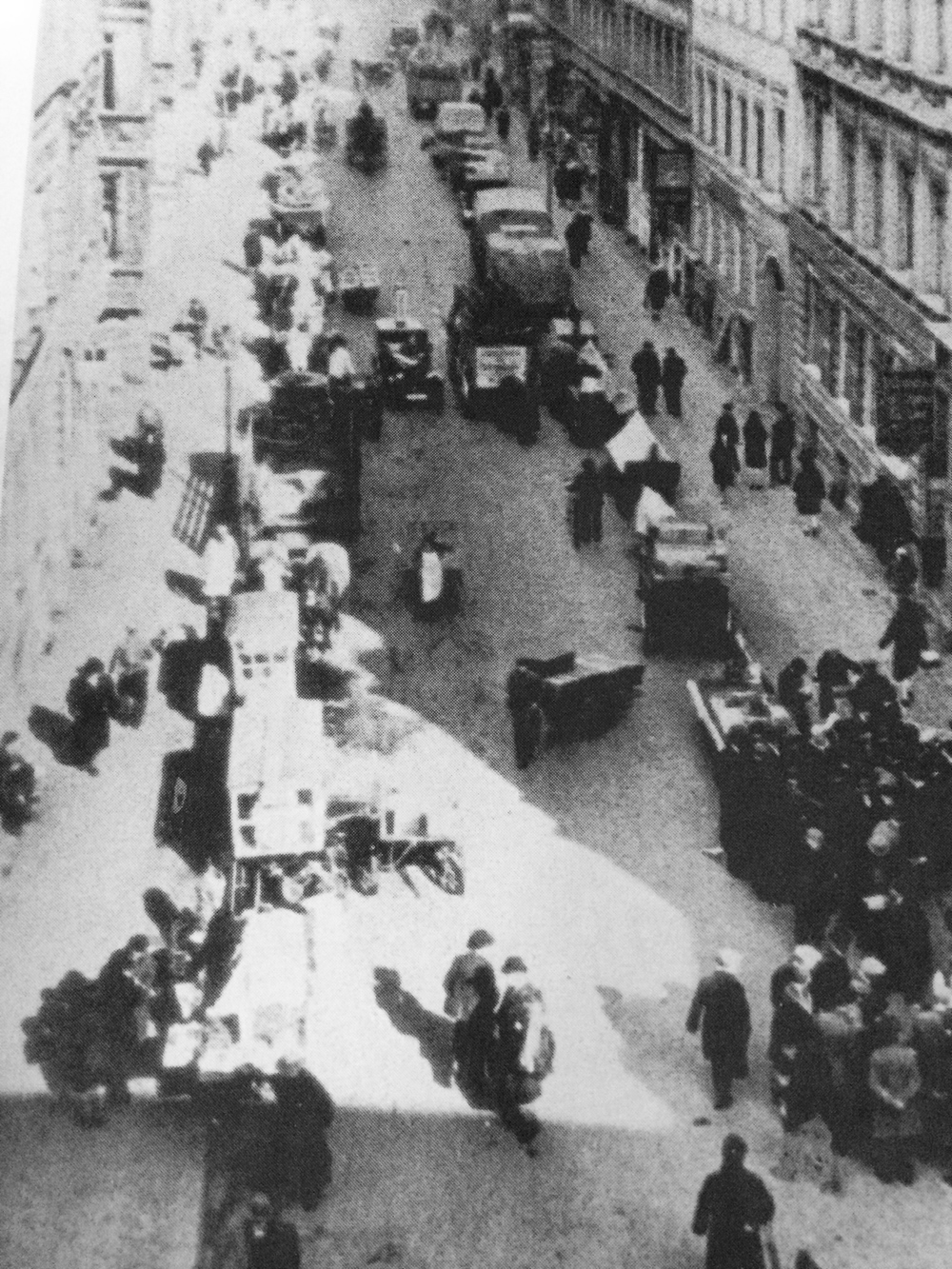
Geschäftige Grenadierstraße, 1930

„Berlin hat im Hirtenviertel, dem früheren Scheunenviertel, sein typisches Ghetto. Im Volksmund wird diese Gegend die ‚jüdische Schweiz‘ genannt. Die ‚Grenadiergaß‘ bildet ein Städtchen für sich, mit ihren Leiden, Freuden und Hoffnungen, mit ihrer eigenen Sprache, Sitten und Gebräuchen und steht in keinem Zusammenhang mit dem großen brausenden Berlin.“

Zahlreiche koschere Restaurants und Lebensmittelhändler siedelten sich an, 1916 eröffnete das Jüdische Volksheim in der Dragonerstraße, es folgten viele Betstuben und jüdische Kultur- und Wohltätigkeitsvereine, zeitgenössischen Kommentatoren galt das Straßenbild mit seinem lebhaften Straßenhandel als „typisch ostjüdisch“. 1925 hatte die nördliche Grenardierstraße die größte Bevölkerungsdichte von ganz Berlin, geschätzt ein Drittel der Anwohnerschaft war 1929 jüdischer Abstammung.

„Nicht ganz so nah an der Grenadierstraße, aber immer noch sehr dicht dabei liegen Mulack-, Stein-, die Gormann-, die Rückerstraße: alte Gassen, in denen das Judentum eine weit geringere Rolle spielt als im Ghetto, und die unfreundlicher, ungemütlicher, unkultureller sind als die von schlecht informierten Juden und Christen viel verkannte Grenadierstraße.“

Eine amtliche Statistik von 1925 zählte neben Grenadier- und Dragonerstraße auch kleine Teile der Linien-, Rücker- und Mulackstraße zum Scheunenviertel. Als billige Wohngegend war die Umgebung der Grenadierstraße damals Lebensmittelpunkt von „überwiegend mittellos und religiös geprägten galizischen und rumänischen Juden“. Ein weiterer Migrationsschwerpunkt lag damals auch um den westlichen Berliner Stadtteil Charlottenburg, dort etablierten sich „überwiegend russische Juden, insbesondere Studenten und besser Situierte.“
Als „traurigste“ und „jüdischste aller Berliner Straßen“ nannte der Schriftsteller Joseph Roth 1927 die Hirtenstraße, die das Abrissgebiet im Süden begrenzte.

„Rund um die Volksbühne am Bülowplatz liegen ein halbes Dutzend wüster, verwahrloster Plätze mit elenden Buden, die den größten Gegensatz zu dem vornehmen Bau der Volksbühne bilden. Sie gehören zum ‚Scheunenviertel‘, jenem Schandfleck Berlins, der […] nun endlich verschwinden soll. Ein Blick über windschiefe Plankenzäune zeigt mit Tümpeln übersäte wüste Flächen, […] vor der Geflügel- und Taubenbörse in der Hirtenstraße staut sich das Publikum. In Käfigen aller Art stecken die Tauben, Hühner und Kaninchen, […] in der belebten Hankestraße drängt sich Holzbude an Holzbude.“

### Unruhen während der Weimarer Republik
In den frühen Krisenjahren der Weimarer Republik kam es in und um die Volksbühne zu zahlreichen schweren Gefechten und Ausschreitungen. Während der Berliner Märzkämpfe 1919 explodierte auf dem Bülowplatz eine Fliegerbombe in einer größeren Menschenmenge, es gab zahlreiche Tote und Verletzte. Der Journalist Carl von Ossietzky nannte den Bülowplatz später die „klassische berliner Arena erbitterter Partisanenkämpfe“.
1926 erwarb die Kommunistische Partei Deutschlands das Fabrikgebäude des ehemaligen Adler-Hauses und baute es zu ihrer Parteizentrale um, seitdem bekannt als Karl-Liebknecht-Haus. Auf der Weydingerstraße zwischen Karl-Liebknecht-Haus und dem Kino Babylon verübten Kommunisten 1931 die politischen Morde auf dem Bülowplatz.

#### Antijüdische Razzien und Verhaftungen, 1920

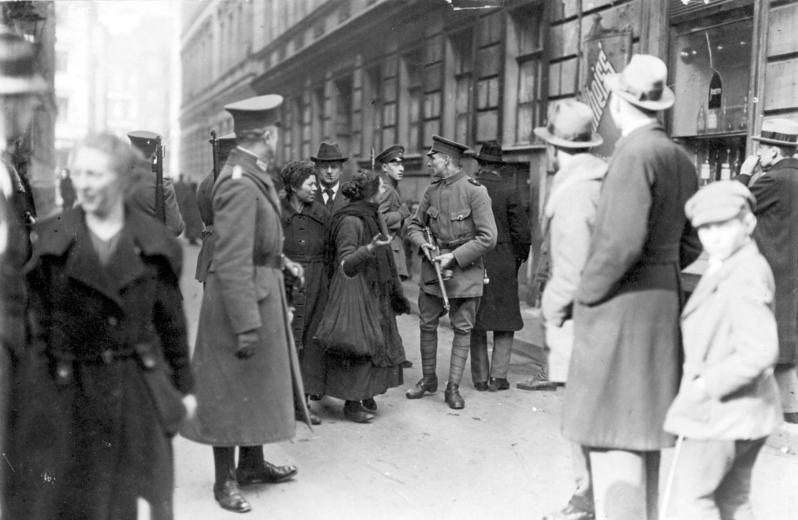
Verhaftung in der Grenadierstraße, 1920

Nach dem Ersten Weltkrieg bestand für jüdische Flüchtlinge im Scheunenviertel weniger die Gefahr eines Angriffs, als vielmehr in „eine der vielen Ausweiskontrollen und Razzien zu geraten, und daran anschließend wegen fehlender oder ungültiger Dokumente ausgewiesen zu werden.“
Wenige Tage nach dem Kapp-Putsch ließ der militärische Oberbefehlshaber Hans von Seeckt am 27. März 1920 knapp dreihundert Menschen im Berliner Norden verhaften, die damals als unerwünschte Ausländer galten. Sie wurden zunächst in die Kaserne in der Kleinen Alexanderstraße gebracht und etwa vierzig von ihnen anschließend in einem ehemaligen Kriegsgefangenenlager bei Zossen, südlich von Berlin, festgehalten. Die Verhaftungen hatten in der damaligen Zeit der Lebensmittelrationierung und Wohnungsnot breitere politische Unterstützung, sie galten zugleich als judenfeindlich motiviert.

#### Pogromartige Plünderungen, 1923
„Zweieinhalbjahre später, auf dem Höhepunkt der Inflation, kam es im Gefolge der allgemeinen Lebensmittelunruhen zu extremen Gewaltausschreitungen, die sich im Scheunenviertel in erster Linie gegen die osteuropäisch-jüdischen Migranten richteten.“

Als am 5. November 1923 das Arbeitsamt in der nahen Gormanstraße kein Geld für Unterstützungen auszahlen konnte, zog eine große Menge arbeitsloser Menschen, aufgewiegelt durch „gewerbsmäßige Agitatoren“, Richtung Grenadierstraße. Sie plünderten systematisch jüdische Geschäfte und Wohnungen, verprügelten deren Besitzer und verletzten zahlreiche Menschen schwer. Die Schutzpolizei blieb zunächst untätig und griff erst nach mehreren Stunden ein. Die Ausschreitungen mit "offensichtlich pogromartigen Charakter" dauerten bis in die Abendstunden.

### Neubauten am Bülowplatz 1929
Gut zwanzig Jahre nach dem Abriss der alten Scheunengassen errichtete die Baufirma Alfred Schrobsdorff ab Januar 1928 mehrere große Wohn- und Geschäftshäuser entlang der Weydinger- und heutigen Rosa-Luxemburg-Straße. Die „wuchtigen und monumentalen Fassaden bei einfacher Linienführung“ des Architekten Hans Poelzig waren prägend für den damaligen Architekturstil der Neuen Sachlichkeit.

„Bis Mai 1929 entstehen acht Baublöcke mit 170 relativ teuren Wohnungen und etwa 80 Läden. Dazu kommt ein Lichtspieltheater für 1200 Zuschauer (»Babylon«) […] Die Hoffnung auf eine Fortsetzung der Vertreibung der unerwünschten alten Bewohner aber wird enttäuscht, es gelingt nicht, das »ganze Viertel« aufzuwerten […].“

Die aufkommende Weltwirtschaftskrise beendete den Bau des Poelzig-Ensembles vorzeitig, zwei geplante große Gebäude beiderseits der Volksbühne für eine Stadtbibliothek und eine Volkshochschule wurden nicht realisiert.

### Nationalsozialismus und Zweiter Weltkrieg
Am 4. April 1933 inszenierte die NS-Polizei in der Grenadierstraße eine von Radio- und Zeitungsreportern begleitete Sonderrazzia, die dabei entstandenen Propagandafotos beeinflussten später entscheidend das Image des Scheunenviertels als jüdischem Viertel. Im Dezember 1933 übernahm das SA-Feldjägerkorps die Kaserne an der Kleinen Alexanderstraße, die Einheit war zuvor stationiert gewesen im frühen Konzentrationslager SA-Gefängnis Papestraße. In einem Kellerbunker der Alexanderkaserne wurden zahlreiche politische Gefangene gefoltert, ein Großteil des Gebäudes diente als Gefängnis für straffällige SA-Angehörige.
In der Umgebung der Volksbühne führte die Stadt Berlin – erstmals unter eigener Regie – von 1934 bis 1936 eine Altstadtsanierung mit Reichshilfe durch. Mit dieser nationalsozialistischen Sanierungsmaßnahme wurde eine Ehrung des NS-Nationalhelden Horst Wessel inszeniert und zugleich fünfzehn als „jüdisch“ geltende Miethäuser an der Linienstraße 18 bis 35 abgerissen. Dort entstanden nach Plänen von Stadtbaurat Richard Ermisch mehrere langgestreckte, dreigeschossige Wohnblocks – auf den verbliebenen Brachen beidseits der Volksbühne wurden zwei Ehrenhaine angepflanzt und Denkmale aufgestellt.
Bei den Novemberpogromen 1938 stürmten und zerstörten Nationalsozialisten in der Grenadierstraße zahlreiche jüdische Einrichtungen:
1938 definierten die Nationalsozialisten das „sogenannte Scheunenviertel“ als Gebiet westlich der Grenadierstraße zwischen Münz-/Weinmeisterstraße, Rosenthaler- und Linienstraße.
Allein aus der Grenadierstraße deportierten und ermordeten die Nationalsozialisten zwischen 1941 und 1945 mindestens 196 jüdische Menschen.

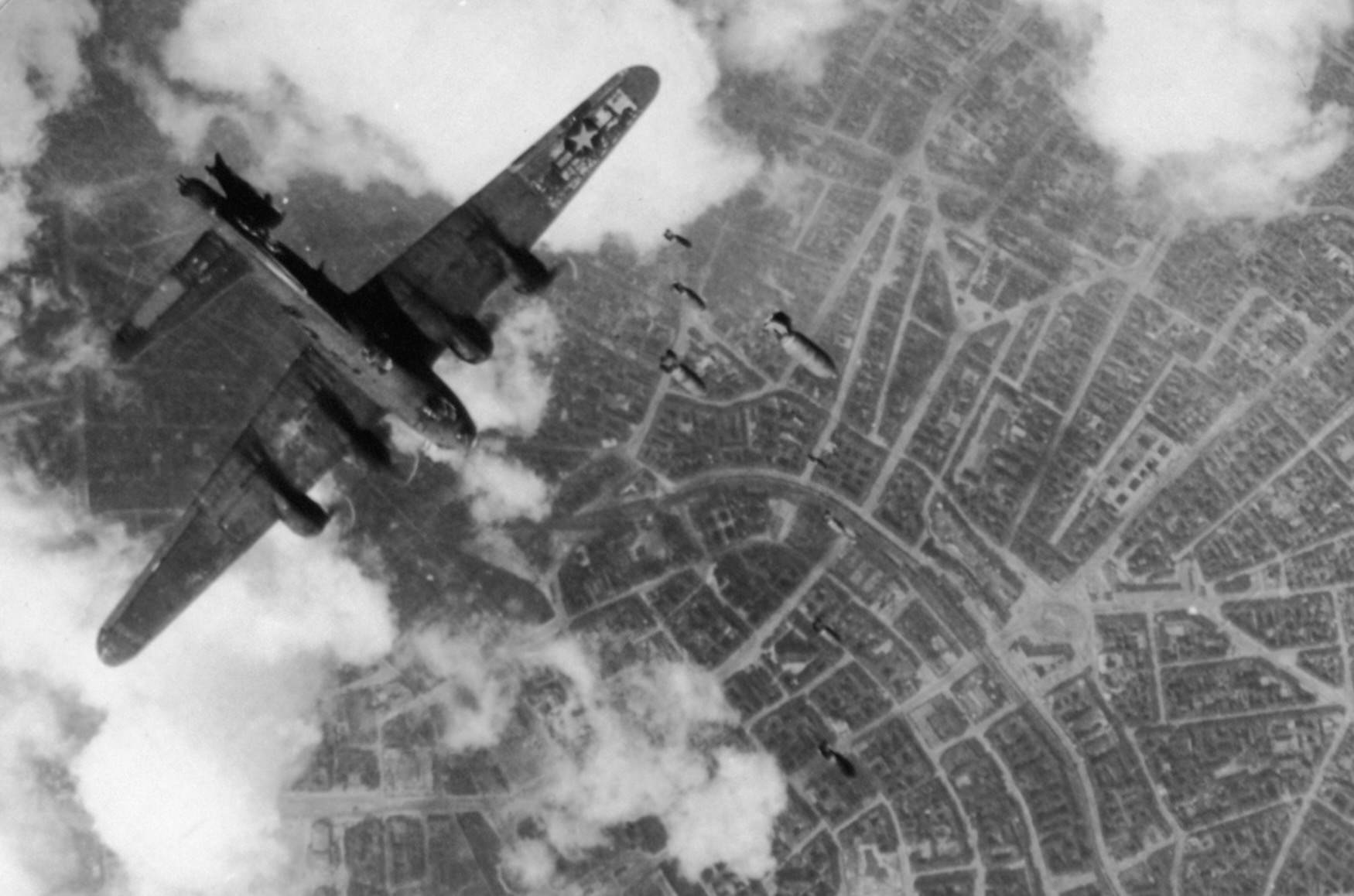
Bomben überm Scheunenviertel, 1944

Bei einem alliierten Luftangriff am 21. Januar 1944 entstanden im Viertel große Gebäudeschäden, insbesondere

„in den Straßenzügen unmittelbar nördlich und nordwestlich des Alexanderplatzes, wo eine Reihe von Sprengbomben und zahlreiche Brandbomben abgeworfen wurden. Erhebliche Sprengbombenschäden entstanden besonders in der Dragonerstraße. In den anliegenden Strassenzügen wurden dadurch Luftdruckschäden verursacht.“

Fast alle Dachstühle in den westlich der Volksbühne gelegenen Straßen waren im Mai 1944 ausgebrannt, auf einem damals zerstörten und nicht wieder bebauten Häuserblock befindet sich heute der Schendelpark. Bereits im November 1943 hatten britische Bomber das Haus der Volksbühne getroffen, ein weiterer Luftangriff der USAAF im März 1945 beschädigte den Theaterbau erneut schwer. Auch das heutige Karl-Liebknecht-Haus wurde in den letzen Kriegstagen bis auf die tragende Grundkonstruktion zerstört. Im östlichen Viertel, bis zur damaligen Prenzlauer Straße, waren die Kriegsschäden geringer, die große Kaserne an der Kleinen Alexanderstraße blieb weitgehend unversehrt.

## Nach 1945

### Explosionsunglück vom März 1946
Während der sowjetischen Militärverwaltung nach dem Zweiten Weltkrieg ereignete sich am Morgen des 16. März 1946 auf dem Hof der Kaserne an der Kleinen Alexanderstraße eine schwere Explosion, offenbar in einem Munitionsdepot voller Handgranaten und Panzerabwehrwaffen. Sie soll einen Krater von dreißig Meter Durchmesser und zehn Meter Tiefe verursacht haben. Der Berliner Magistrat erklärte:

„Durch den gewaltigen Druck der explodierenden Munition sind nicht nur die Gebäude in der nächsten Umgebung beschädigt und zahlreiche Wohnungen zerstört worden, sondern es sind auch noch weitere erhebliche Schäden im ganzen Stadtviertel rund um den Alexanderplatz entstanden. Eines der am schwersten betroffenen Gebäude ist das Bezirksamt Mitte in der Karl-Liebknecht-Straße [heutige Rosa-Luxemburg-Straße].“

Zeitungsberichten zufolge wurden „mehrere tausend Berliner Einwohner zum Teil außerordentlich schwer in Mitleidenschaft gezogen“, es sollen mehr als dreihundert Menschen verletzt und mehrere getötet worden sein. Nach der Explosion lagen in den umliegenden Straßen Trümmer, Munitionskisten und Handgranaten herum. Das russische Militär riegelte die Umgebung ab und verhängte eine Informationssperre, der Magistrat ernannte Heinrich Starck zum Leiter der Hilfsmaßnahmen.

### Abriss der ehemaligenLangen-undKurzen Scheunengasse, 1967–1970

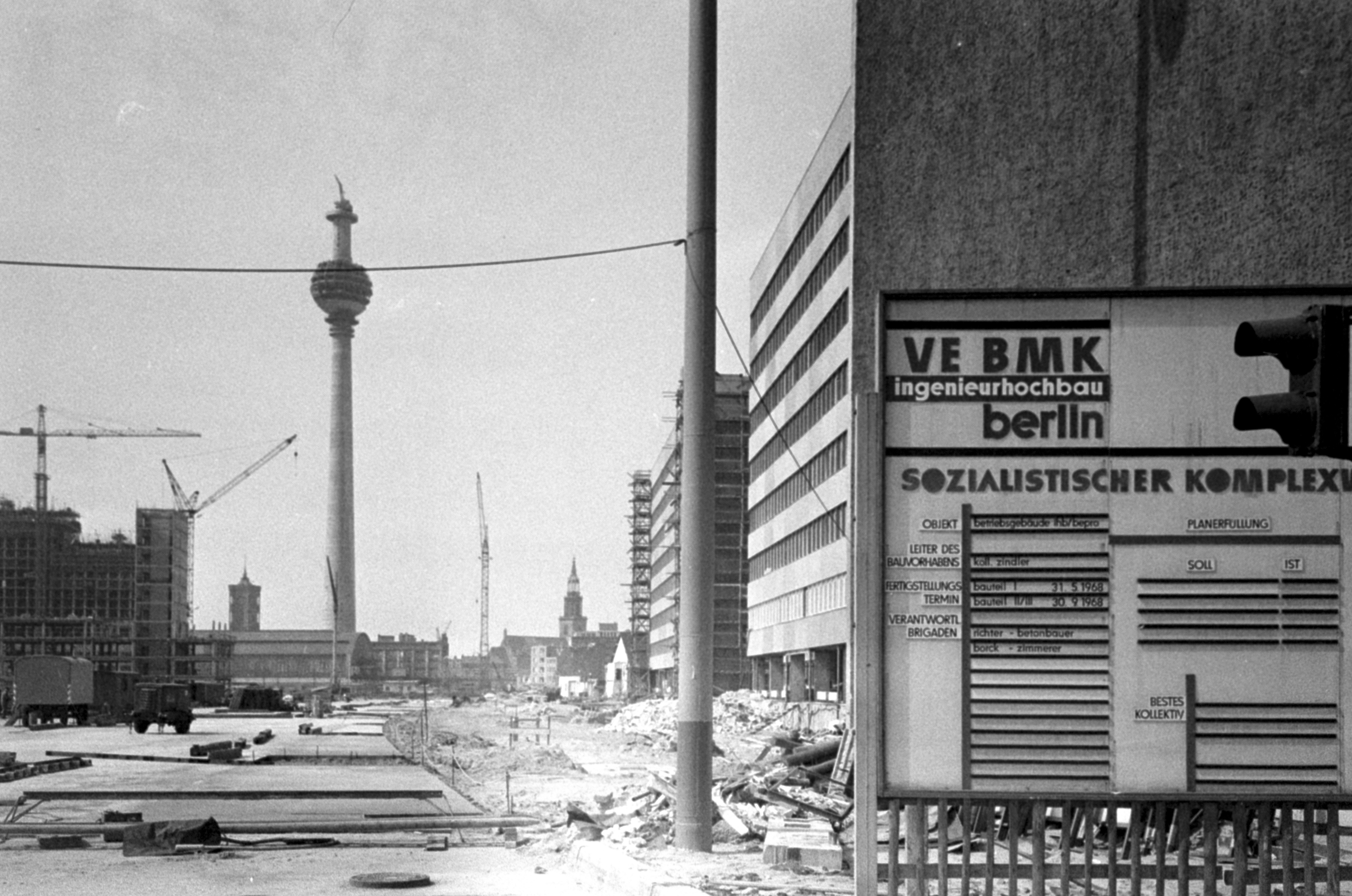
Bebauung der Karl-Liebknecht-Straße über die ehem. Kurze Scheunengasse, 1968

1959 erarbeitete ein Stadtplaner-Kollektiv um den Architekten Peter Schweizer einen Entwurf für den Neuaufbau des Berliner Stadtzentrums und den Durchbruch der späteren Karl-Liebknecht-Straße. Der Grundstruktur dieses Straßenschemas folgend, ließ die DDR ab 1967 auf mehreren Hektar Fläche die gesamte erhaltene Bebauung des alten östlichen Scheunenviertels zwischen der ehemaligen Kurzen Scheunengasse (Bartelstraße) und Prenzlauer Straße abreißen. Quer über die südliche Bartelstraße baute der VEB BMK Ingenieurhochbau Berlin nach Plänen des Architekten Karl-Ernst Swora einen 174 Meter langen Verwaltungsbau. 1968 fertiggestellt und mit Eingang an der neuen Karl-Liebknecht-Straße, war es das erste von zahlreichen Hochhäusern um den Alexanderplatz, das in Gleitbauweise errichtet wurde. Nach der Deutschen Wiedervereinigung waren dort bis 2021 die Büros der Bundesbeauftragten für die Stasi-Unterlagen untergebracht.
1969 folgte der Abriss mehrerer Wohngebäude in der südlichen Kleinen Alexanderstraße. Auf dem ehemaligen Kasernenhof wurde 1970–1973 das Haus des Berliner Verlages errichtet, ergänzt 1982 von einem Wohnkomplex, den das Kombinat Ingenierhochbau quer über die südliche Kleine Alexanderstraße an der neuen Memhardstraße setzte. Knapp dreihundert Jahre nach ihrer Anlage wurden damit die letzten beiden verbliebenen alten Scheunengassen zu Sackgassen.
Mitte der 1980er Jahre wurden an der nördlichen Almstadtstraße (Ex-Grenadierstraße) mehrere erhaltene Altbauten abgerissen, bevor von 1985 bis 1987 das Wohnungsbaukombinat WBK Gera entlang der Hirten- und Almstadtstraße mehrere fünf- und sechsgeschossige Neubauten in Plattenbauweise errichtete, darunter ein Wohnhaus am Ort des ehemaligen Frauenasyls an der heutigen Almstadt- Ecke Rosa-Luxemburg-Straße. Die teils mit Abrissbeton und rötlichem Waschbeton verkleideten Bauten standen 2025 unter Denkmalschutz.

## Wissenswertes
- Eine weitere Scheunengasse in Berlin gab es ab Mitte des 17. Jahrhunderts bis 1840 an der Grenze der heutigen Ortsteile Kreuzberg und Mitte im Verlauf der westlichen Kommandantenstraße.

### Belletristik und Essays
- Hans Ostwald: Abend im Scheunenviertel. In: ders.: Dunkle Winkel in Berlin, (= Großstadt-Dokumente, Band 1), Seeman, Berlin und Leipzig ca. 1905, S. 35–47. (Sittenbild)
- Karl Heinz Krüger: Im Kiez der armen Schlucker. In: Der Spiegel. Nr. 7, 1991 (online). (Reportage)

Das Scheunenviertel der 1920/30er Jahre war vielfach Schauplatz literarischer Beschreibung:
- Joseph Roth:
  - Die westlichen Gettos: Berlin. Essay (1926). In: ders.: Juden auf Wanderschaft. dtv, München 2006. ISBN 978-3-423-13430-9
  - Im Scheunenviertel. Essays (1920er Jahre). In: Michael Bienert (Hrsg.): Joseph Roth in Berlin. Ein Lesebuch für Spaziergänger. Kiepenheuer & Witsch, Köln 2018. ISBN 978-3-462-40182-0
- Walter Mehring: Der Kaufmann von Berlin. Drama (1928). Niemeyer, Tübingen 2009. ISBN 978-3-484-65177-7
- Alfred Döblin: Berlin Alexanderplatz. Roman (1929). Fischer, Frankfurt am Main 2021. ISBN 978-3-596-90458-7
- Fischl Schneersohn: Grenadierstraße. Roman (1935). Wallstein, Göttingen 2012. ISBN 978-3-8353-1082-7
- Martin Beradt: Die Straße der kleinen Ewigkeit. Roman (1940), Rowohlt, Reinbek 2003. ISBN 978-3-499-23464-4
- Mischket Liebermann: Aus dem Ghetto in die Welt. Autobiographie (1977). Verlag der Nation, Berlin 1995. ISBN 978-3-373-00495-0
- Jan Koneffke: Paul Schatz im Uhrenkasten. Roman. DuMont, Köln 2000. ISBN 978-3-8321-6139-2

### Lyrik
- Kurt Bartsch: Scheunenviertel, Berlin. (1968)